# Moje 3
Moje 3 är en serbisk musikgrupp som består av Nevena Božović, Sara Jovanović och Mirna Radulović som alla kom etta, tvåa och trea i den andra säsongen av TV-programmet Prvi glas Srbije.

## Karriär

### Eurovision Song Contest 2013
Den 3 mars 2013 blev det klart att gruppen kommer att representera Serbien i Eurovision Song Contest 2013 med låten "Ljubav je svuda". De deltog i den första semifinalen den 14 maj samma år. De lyckas dock inte att ta sig till finalen den 18 maj.

## Diskografi

### Singlar
- 2013 - "Ljubav je svuda"